# Äquatorialguinea
Die Republik Äquatorialguinea, allgemein als Äquatorialguinea (spanisch Guinea Ecuatorial, französisch Guinée équatoriale, portugiesisch Guiné Equatorial) bezeichnet, ist ein Staat in Zentralafrika. Der Festlandteil des Staates grenzt im Norden an Kamerun, im Süden und Osten an Gabun und im Westen an den Golf von Guinea; die Hauptstadt Malabo befindet sich auf der nordwestlich gelegenen Insel Bioko. Der südlichste Teil des Staatsgebietes, die Insel Annobón, liegt 156 Kilometer südlich des Äquators, der Rest nördlich davon.
Die staatstragende Bevölkerungsgruppe der ehemaligen spanischen Kolonie sind die Fang, eine marginalisierte Minderheit sind die Bubi. Das Land ist eine Diktatur unter dem seit 1979 regierenden Präsidenten Obiang. Es kommt regelmäßig zu schwerwiegenden Verletzungen der Menschenrechte.
Das Land ist besonders in den Küstengebieten reich an Erdölvorkommen. Obwohl das Pro-Kopf-Einkommen dadurch eines der höchsten in Afrika ist, ist der Wohlstand sehr ungleich verteilt: Die Einnahmen aus der Ölförderung kommen nur einer kleinen, politisch einflussreichen Elite zugute, die Armutsquote ist hoch.
Neben Äquatorialguinea gibt es in Afrika noch die beiden in Westafrika (südlich Senegals) gelegenen Staaten mit dem Namen „Guinea“: Guinea-Bissau und Guinea. 

## Geographie
Äquatorialguinea bedeckt als einer der kleinsten Staaten Afrikas eine Fläche von insgesamt 28.051 km², wovon rund 26.000 km² auf den Festlandsteil Mbini (Río Muni) entfallen. Der Mbini genannte Festlandteil steigt von der flachen Küste bis auf 1200 Meter im Inland an. Die gerade verlaufenden Abschnitte der Grenzen des Festlandteiles liegen im Süden bei genau 1° und im Norden bei 2°10′ nördlicher Breite sowie im Osten bei 11°20′ östlicher Länge.
Die rund 2000 km² große Insel Bioko im Norden vor der Küste von Kamerun, die küstennahen Inseln Corisco und die Islas de Elobey gegenüber dem Ästuar des Río Muni sowie die südwestlich von São Tomé ca. 352 km vor der Küste Gabuns liegende 17 km² große Insel Annobón gehören zu Äquatorialguinea.
Die Landgrenzen sind 835 km lang, die Küste rund 300 km.

### Klima
Auf den Inseln und dem Festland herrscht tropisches Regenwaldklima mit einer kurzen Trockenzeit. Während die Trockenzeit auf Bioko im Dezember und Januar liegt, erstreckt sie sich auf dem Festland von Juli bis August.

### Gewässer
Hydrologisch ist der Festlandteil Mbini vor allem durch den Fluss Mbini beeinflusst. Der größte Teil des Landes entwässert über ihn. Neben dem Ntem an der Nord- und dem Muni an der Südgrenze gibt es noch einige Küstenflüsse. Alle Flüsse münden in die Bucht von Bonny.

### Flora und Fauna
In Äquatorialguinea dominiert tropischer Regenwald. Mangrovensümpfe säumen die Küste. Auf Bioko wurde ein Teil des tropischen Regenwaldes durch Plantagen ersetzt. Auf Annobón finden sich überwiegend Öl- und Kokospalmen.
Die weiten Regenwaldgebiete bieten zahlreichen Tierarten einen idealen Lebensraum, zum Beispiel Schimpansen, Gorillas, Drills, Mandrills und Bärenmakis. Auch Leoparden, Waldelefanten, Waldbüffel, Schirrantilopen und Bongos kommen häufig vor.

### Berge
Der höchste Berg Äquatorialguineas ist der auf der Insel Bioko liegende 3.011 m hohe Pico Basilé.

## Bevölkerung

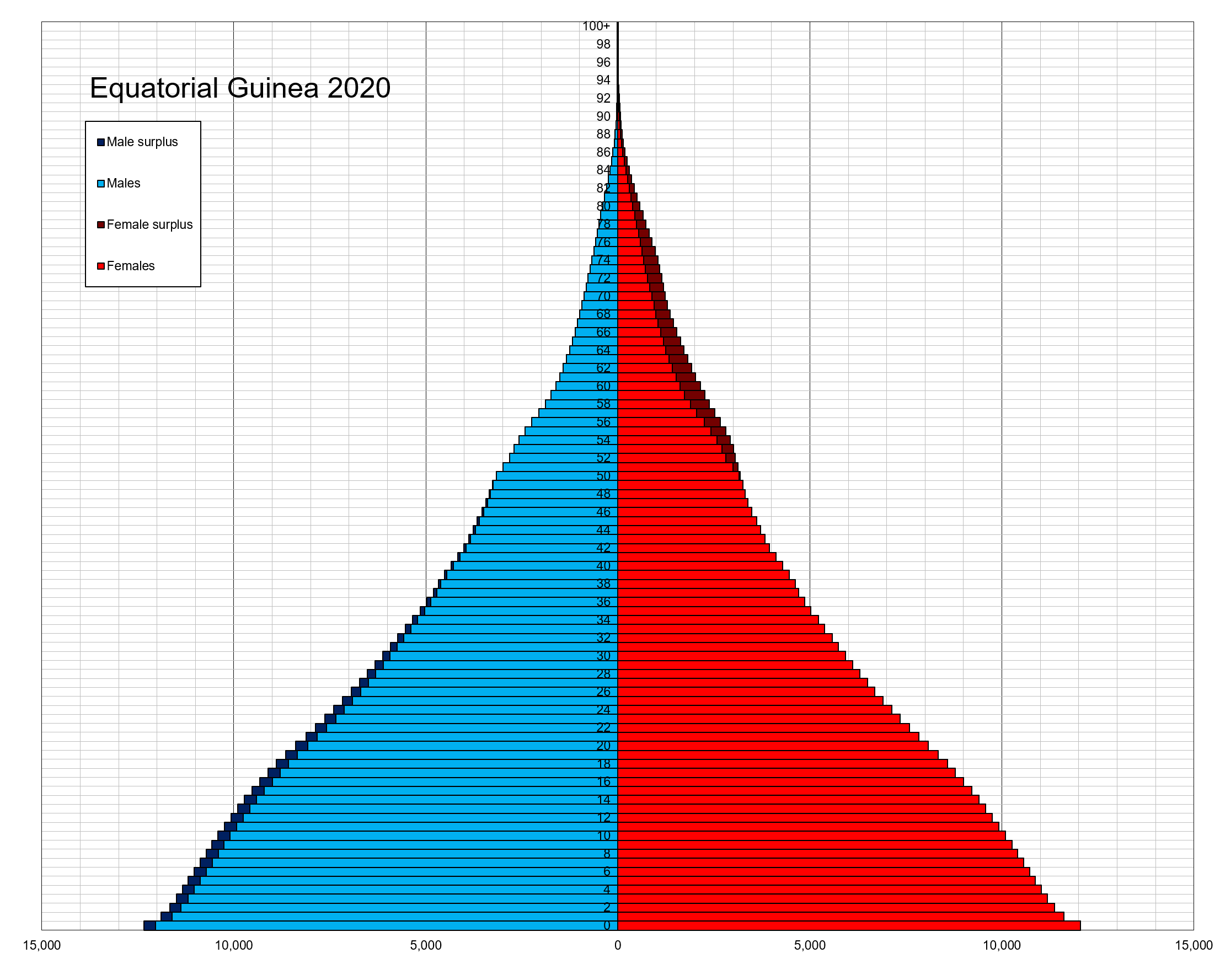
Bevölkerungspyramide Äquatorialguineas (2020)

### Demografie
Äquatorialguinea hatte 2022 1,7 Millionen Einwohner. Das jährliche Bevölkerungswachstum betrug + 2,4 %. Zum Bevölkerungswachstum trug ein Geburtenüberschuss (Geburtenziffer:  29,9 pro 1000 Einwohner vs. Sterbeziffer: 8,7 pro 1000 Einwohner) bei. Die Anzahl der Geburten pro Frau lag 2022 statistisch bei 4,2, die der Region West- und Zentral-Afrika betrug 4,9. Der Median des Alters der Bevölkerung lag im Jahr 2021 bei 20,9 Jahren. Im Jahr 2023 waren 38,1 Prozent der Bevölkerung unter 15 Jahre, während der Anteil der über 64-Jährigen 3,1 Prozent der Bevölkerung betrug.

### Bevölkerungsstruktur
Mit 72,3 % lebt der Großteil der Bevölkerung auf dem Kontinent. Auf Bioko leben etwa 27,3 %, auf Annobón 0,4 % der Einwohner. Äquatorialguinea ist eines der wenigen afrikanischen Länder, in denen ein Volk die eindeutige Mehrheit des Landes stellt: Etwa 85,7 % der Bevölkerung gehören zu den bantusprachigen Fang. Im gebirgigen Inneren der Insel Bioko leben in oft schwer zugänglichen Dörfern die Bubi, die ebenfalls zu den Bantuvölkern zählen und 6,5 % der Bevölkerung stellen. Aber auch hier dominieren mittlerweile die Fang. Aufgrund starker Repressalien während der Diktatur Francisco Macías Nguemas musste die Mehrheit der Bubi, die bis dahin 20 % der Bevölkerung stellten, das Land verlassen – viele gingen nach Spanien. Weitere Minderheiten sind mit 3,6 % die Mdowe und mit 1,1 % die Bujeba. Auf der Insel Annobón leben die Annobonesen, die 1,6 % der Gesamtbevölkerung stellen. Mit jeweils noch einigen Tausend leben auch Europäer – zumeist Spanier – und die Fernandinos, Nachkommen englischsprachiger Kreolen, im Land.
Im Jahre 2017 waren 17,5 % der Bevölkerung im Ausland geboren. Äquatorialguinea hat damit den höchsten Ausländeranteil unter allen Ländern Afrikas.

### Religion
Infolge der spanischen Kolonialherrschaft sind über 87 % der Äquatorialguineer Anhänger der Römisch-katholischen Kirche, daneben gibt es 5 % Protestanten. Anhänger von traditionellen Religionen sind demgegenüber Minderheiten.

### Sprachen

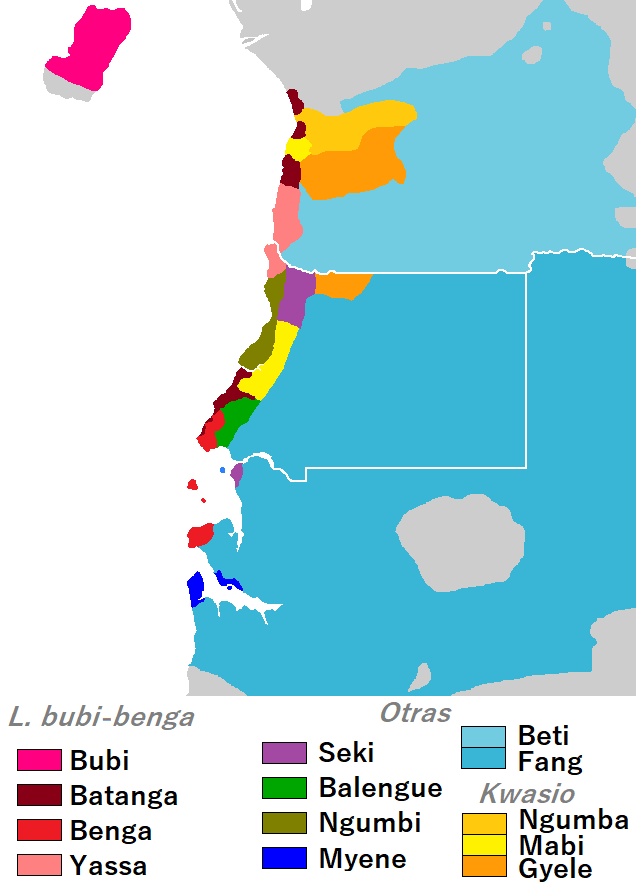
Sprachen in Äquatorialguinea

Obwohl mehr als 80 % der Bevölkerung die Bantusprachen Fang oder Bube als Muttersprache sprechen, sind die Amtssprachen Äquatorialguineas laut dem Verfassungsgesetz und der Änderung in Artikel 4 des Grundgesetzes Spanisch (äquatorialguineisches Spanisch) und Französisch; nach 2010 kam noch Portugiesisch dazu.
Die Sprachen der Ethnien des Landes sind nach dem Verfassungsgesetz 1/1998 vom 21. Januar 1998 integraler Teil der nationalen Kultur. Das sind Fang, Bube, Benga, Ndowe, Balengue, Bujeba, Bissio, Ngumbi, das fast ausgestorbene Baseke, Annobonesisch (oder Ambo), das Fernando-Poo-Kreolenglisch, Igbo und Pidginenglisch. In Äquatorialguinea werden insgesamt 14 verschiedene Sprachen und Idiome gesprochen.
Äquatorialguinea ist – abgesehen von der proklamierten Demokratischen Arabischen Republik Sahara – das einzige spanischsprachige Land Afrikas. Spanisch wird heute größtenteils als Bildungssprache verwendet, denn kirchliche Missionen und spanische Einrichtungen tragen die meisten Schulen des Landes. Allerdings nimmt die Bedeutung anderer europäischer Sprachen zu. So hatte Äquatorialguinea seit 2007 Beobachterstatus in der Gemeinschaft der Portugiesischsprachigen Länder (CPLP). Am 23. Juli 2010, beim 8. Gipfel dieser Gemeinschaft in Luanda, wurde der Antrag auf Vollmitgliedschaft gestellt. Die Gemeinschaft stellte jedoch zwei Bedingungen für eine Annahme des Antrags: Einmal die Einführung des Portugiesischen als Amtssprache, zum anderen politische Reformen, in die Richtung einer effizienten Demokratie und einer Beachtung der Menschenrechte. Im Juli 2012 wurde der Antrag erneut abgelehnt, weniger wegen ungenügender Fortschritte bei der Einführung des Portugiesischen, sondern vor allem wegen der fortwährenden Verletzung der Menschenrechte in Äquatorialguinea.
Am 23. Juli 2014, auf dem 10. Gipfeltreffen der Staats- und Regierungschefs der Gemeinschaft der Portugiesischsprachigen Länder in Dili, Osttimor, wurde die Aufnahme von Äquatorialguinea beschlossen, unter der Vorgabe, dass die Todesstrafe abgeschafft wird (danach kam es zu keinen Hinrichtungen mehr, die Abschaffung der Todesstrafe erfolgte 2022).
Seit 1997 ist Äquatorialguinea auch Mitglied der Gemeinschaft frankophoner Staaten.

### Bildung
Aus Anlass des Weltalphabetisierungstages 2010 gab die Regierung bekannt, dass die Alphabetisierungsquote nach neuen Zahlen der UNESCO mit 93 % die höchste in Subsahara-Afrika sei. Vom CIA World Factbook wurde sie 2015 auf 95,3 % der Bevölkerung geschätzt.
Ein öffentliches Schulsystem existiert kaum. Kirchliche Missionen und spanische Einrichtungen tragen die meisten Schulen des Landes. Seit einigen Jahren hat Malabo eine Universität. Dort gibt es ein spanisches und ein französisches, in Bata ein spanisches Kulturzentrum.

### Gesundheit
Die Gesundheitsausgaben des Landes betrugen im Jahr 2021 3,4 % des Bruttoinlandsprodukts. Im Jahr 2017 praktizierten in Äquatorialguinea 3,5 Ärztinnen und Ärzte je 10.000 Einwohner. Die Lebenserwartung der Einwohner Äquatorialguineas ab der Geburt lag 2022 bei 61,2 Jahren (Frauen: 63,3, Männer: 59,4). Die Sterblichkeit bei unter 5-jährigen betrug 2022 73,4 pro 1000 Lebendgeburten.

## Geschichte

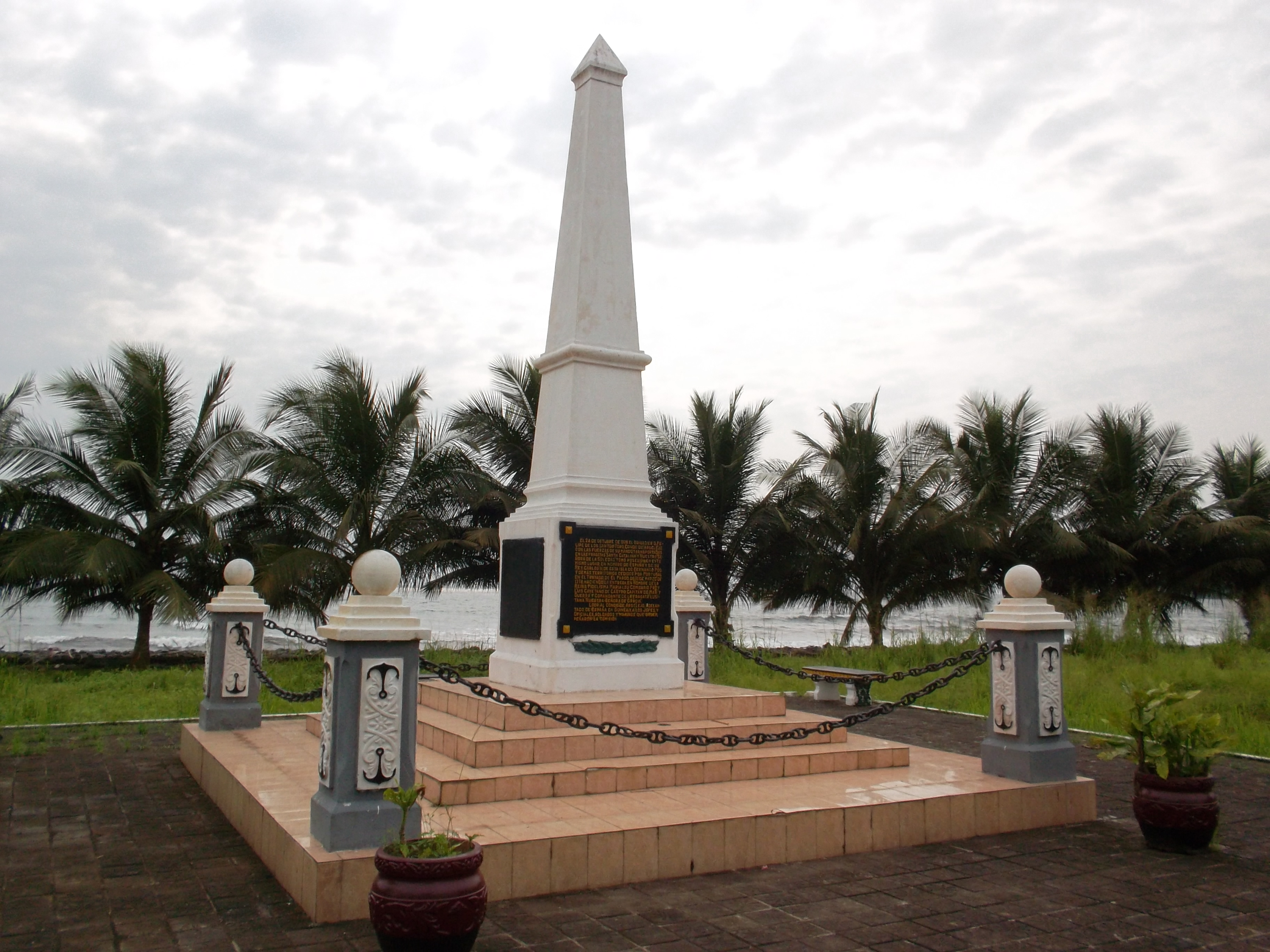
Denkmal der ersten Einwanderer (1773) bei Luba, Bioko

Um 1500 nahm Portugal das heutige Äquatorialguinea unter dem Namen Fernando Póo in Besitz. 1778 trat Portugal die Kolonie an Spanien ab, wodurch sie zu Spaniens einziger Kolonie in Subsahara-Afrika wurde. Im 19. Jahrhundert errichtete Spanien eine Plantagenwirtschaft auf der Insel Bioko, begann aber erst ab 1926 mit der Kolonisierung der Region Río Muni (Mbini). Seit Beginn des 20. Jahrhunderts bildeten Mbini mit den Inseln Bioko und Annobón die spanische Kolonie Territorios Españoles del Golfo de Guinea („Spanische Gebiete am Golf von Guinea“).
Im Ersten Weltkrieg ließ sich die deutsche Schutztruppe aus Kamerun in der neutralen (spanischen) Kolonie internieren. 1929 besuchte eine Kommission des Völkerbundes die Insel Bioko, um vor Ort den Fernando-Po-Skandal zu untersuchen.
Die Kolonie erlangte 1963 unter dem Namen Äquatorialguinea (spanisch Guinea Ecuatorial) innere Autonomie. Unabhängig wurde das Land am 12. Oktober 1968. Drei Wochen vor der Unabhängigkeit wurde Francisco Macías Nguema zum Präsidenten gewählt.
Nach einem gescheiterten Putschversuch des Außenministers im März 1969 ließ Präsident Macías seine »wichtigsten Rivalen« ausschalten; der Außenminister selbst, der UNO-Botschafter und der Großteil der Mitarbeiter des Außenministeriums wurden gefoltert und ermordet. Es kam zu Unruhen, die zur Aufhebung der Verfassung führten und Macías Nguema die Errichtung eines Terrorregimes ermöglichten. Sein Regime gilt als eine der „blutigsten Diktaturen Afrikas“. Ein Drittel der Bevölkerung floh ins Ausland. Zehntausende von Regimegegnern sollen ermordet worden sein. Weihnachten 1975 ließ Macías 150 angebliche Verschwörer hinrichten; eine Band spielte dazu Those Were the Days von Mary Hopkin.
Am 4. August 1973 wurde eine neue Verfassung in Kraft gesetzt, die die beiden bis dahin autonomen Provinzen Fernando Póo (heute Bioko) und Río Muni zu einem Einheitsstaat machte.
Am 3. August 1979 wurde Macías Nguema von seinem Neffen Teodoro Obiang Nguema Mbasogo, dem Kommandanten der Nationalgarde, gestürzt und hingerichtet. Anschließend übernahm ein von Obiang geleiteter Oberster Militärrat die Macht. Als Oppositionsführer war seit Anfang der 1980er Jahre insbesondere Michel Grosé bekannt. Unter Obiang verbesserten sich die Beziehungen zum Ausland, er regierte und regiert jedoch weiterhin diktatorisch.
Alle bisherigen Wahlen gewannen der Präsident und seine Partei. Die portugiesische Nichtregierungsorganisation TIAC kritisiert die Wahlen daher als „Inszenierung, die nur dazu dient, die Fiktion zu schaffen, Äquatorial-Guinea sei eine Demokratie.“ 1996 wurde Obiang durch eine vermutlich manipulierte Wahl mit einem Ergebnis von 99 % im Amt des Präsidenten bestätigt. Eine erneute Wiederwahl erfolgte am 15. Dezember 2002 mit 99,5 %. Auch hier ist von einer manipulierten Wahl auszugehen; einige Wahllokale gaben einen Stimmenanteil von 103 % für Obiang an. Laut offiziellen Ergebnissen gewann er auch die Wahlen 2009 und 2016 mit 97 % bzw. 93,5 %. Die größte Oppositionspartei boykottierte die Wahl 2016. Ein Kandidat wurde unter Hausarrest gestellt. Die Wahl war begleitet von Gewalt und Folter.  Obiangs Sohn Teodorín (seit 2016 Vizepräsident) wird inmitten interner Machtkämpfe als sein Nachfolger gehandelt.
1987 gründete Obiang die Staatspartei Partido Democrático de Guinea Ecuatorial (PDGE), die das Parteiensystem bis heute dominiert. Die Parlamentswahl 1988 gewann die PDGE mit 99,2 % der Stimmen. Bis 1991 war sie als Einheitspartei die einzige politische Partei des Landes. Bei der Parlamentswahl am 7. März 1999 warfen die Oppositionsparteien der Regierung massive Wahlmanipulationen vor. Zu einer ähnlichen Einschätzung kam auch die EU. Bei den Parlamentswahlen 2008, 2013 und 2017 erhielt die PDGE 99 von 100 Sitzen in der Abgeordnetenkammer und alle 60 Sitze im Senat.

## Politik

### Politisches System
Die 1991 eingeführte Verfassung gewährt dem auf sieben Jahre gewählten Präsidenten weitgehende Exekutivbefugnisse; so ernennt er den Premierminister und die obersten Richter und ist Oberbefehlshaber der Streitkräfte. Amtsinhaber Teodoro Obiang Nguema Mbasogo regiert ununterbrochen seit 1979 und ist damit der dienstälteste Staatschef Afrikas. Analysten bezeichnen das politische System Äquatorialguineas als Diktatur oder als autoritäre Kleptokratie. „Der Präsident kontrolliert einfach alles: die Organisation der Wahlen, den kompletten Staatsapparat und die Medien.“
Die Legislative liegt bei der Cámara de los Diputados (Abgeordnetenkammer) mit 100 Sitzen und – seit 2011 – dem Senat mit 75 Sitzen. Beide werden gleichzeitig jeweils für fünf Jahre gewählt, wobei 15 Sitze im Senat vom Präsidenten vergeben werden. Wahlleiter ist der Innenminister, der der PDGE angehört.
Die wichtigsten Oppositionsparteien sind CPDS und Unión Popular (UP). Letztere ist seit ihrer Spaltung 1999 deutlich geschwächt. Es existieren weitere kleinere Parteien, zum Teil im spanischen Exil. Einige der Oppositionsparteien haben sich zu Bündnissen zusammengeschlossen. Die Opposition klagt über Wahlbetrug und Einschüchterung.

### Politische Indizes
| Name des Index                     | Indexwert    | Weltweiter Rang | Interpretationshilfe | Jahr |
| ---------------------------------- | ------------ | --------------- | --- | ---- |
| Fragile States Index               | 83,7 von 120 | 42 von 179      | Stabilität des Landes: große Warnung 0 = sehr nachhaltig / 120 = sehr alarmierend Rang: 1 = fragilstes Land / 179 = stabilstes Land | 2024 |
| Demokratieindex                    | 1,92 von 10  | 157 von 167     | Autoritäres Regime 0 = autoritäres Regime / 10 = vollständige Demokratie                                                            | 2024 |
| Freedom in the World Index         | 5 von 100    | —               | Freiheitsstatus: unfrei 0 = unfrei / 100 = frei                                                                                     | 2024 |
| Rangliste der Pressefreiheit       | 46,5 von 100 | 127 von 180     | Schwierige Lage für die Pressefreiheit 100 = gute Lage / 0 = sehr ernste Lage                                                       | 2024 |
| Korruptionswahrnehmungsindex (CPI) | 13 von 100   | 173 von 180     | 0 = sehr korrupt / 100 = sehr sauber                                                                                                | 2024 |

### Menschenrechte
Die Menschenrechtslage in Äquatorialguinea stößt immer wieder auf Kritik und ist (Stand 2023) eine der schlechtesten der Welt. Beispielsweise kam es 2002 in einem Schauprozess gegen angebliche Putschisten zu Folterungen und am 21. August 2010 zur Hinrichtung von vier „Putschisten“. Die Opposition wird unterdrückt, die Meinungsfreiheit ist stark eingeschränkt. Radio und Fernsehen befinden sich im Regierungsbesitz. Die Zeitungen La Gaceta, La Opinión und La Verdad erscheinen unregelmäßig. Internationale Zeitungen sind nicht erhältlich. Die einzige Menschenrechtsorganisation des Landes wird von der Regierung kontrolliert. Gewerkschaften existieren nicht.

### Außenpolitik
Äquatorialguinea ist seit 1968 Mitglied der Vereinten Nationen. Es hat Beobachterstatus in der WTO. Es ist Mitglied der Weltzollorganisation seit 2021.
Die Außenpolitik konzentriert sich auf internationale Anerkennung und gute Beziehungen zu den Nachbarstaaten. Der Streit mit Nigeria über die Seegrenzen wurde im Herbst 2000 beigelegt. 2014 wurde das Land zudem Vollmitglied in der Gemeinschaft der Portugiesischsprachigen Länder (CPLP). Äquatorialguinea erhofft sich durch die Kooperation insbesondere mit den fünf portugiesischsprachigen Ländern Afrikas (PALOP) verbesserte internationale Beziehungen. Zu den Problemen des Landes gehört die illegale Einwanderung aus den Nachbarstaaten Kamerun und Gabun.
Israel hat besonders enge Beziehungen zu Äquatorialguinea und half Macías, die Infrastruktur seines Polizeistaates zu errichten. Dabei war der israelischen Regierung der Charakter des Regimes durchaus bewusst. In einer internen Einschätzung des israelischen Außenministeriums im Jahr 1986 hieß es:
»Äquatorialguinea – einst eine abgelegene spanische Kolonie – erlangte seine Unabhängigkeit erst 1968, aber schon wenige Monate später riss der ursprünglich gewählte Macías das Heft an sich ... Das mörderische Terrorregime dünnte die Bevölkerung (nach Schätzungen) um ein Drittel aus, das Land wurde zu einem der rückständigsten in Afrika.«
Israel wurde später auch zu einem der wichtigsten Unterstützer des Regimes von Obiang, trainiert seine Armee und Präsidentengarde, Israelis dienten in der Präsidentengarde, und Israel liefert Waffen an das Regime.
Das Verhältnis zu Spanien ist distanziert, vielleicht auch belastet, weil die frühere Kolonialmacht schätzungsweise 40.000 (meist oppositionelle) Äquatorialguineer aufgenommen hat. Nachdem Präsident Obiang mit zahlreichen Regierungsmitgliedern im November 2006 Spanien besucht hatte, sagte er den geplanten Besuch der Expo 2008 in Saragossa ab, da ihn weder König Juan Carlos I. noch Ministerpräsident José Luis Rodríguez Zapatero empfangen wollten.
Die EU hält sich mit ihrem Engagement im Land zurück, weil sie von der Regierung mehr Demokratie und Achtung der Menschenrechte fordert. Sie engagierte sich bei der Instandsetzung der Wasserversorgung in Malabo und förderte Kleinbauern beim Kakaoanbau. Die Volksrepublik China hat diese Zurückhaltung auf breiter Front genutzt. Vom kleinen Handel bis zu großen Bauprojekten (Häfen, Wasserkraftwerk in Djibloho) sind Chinesen allgegenwärtig. Die Beziehungen zur Volksrepublik China sind ausgezeichnet. Im August 2010 war der Präsident zu seinem 7. Staatsbesuch in China – eine Woche nach seinem ersten in Südkorea. Ende Juli 2010 besuchte eine äquatorialguineische Delegation den chinesischen Vizeverteidigungsminister.
Frankreich und Spanien sind die einzigen europäischen Länder mit Botschaften in Äquatorialguinea, daneben existiert ein Büro der portugiesischsprachigen Gemeinschaft CPLP. Die deutsche Botschaft in Malabo wurde am 13. September 2010 eröffnet. Bis dahin war der Botschafter in Yaoundé (Kamerun) auch in Malabo akkreditiert. Deutschland war seit 1910 mit Honorarkonsuln, die DDR Anfang der 1970er Jahre auch mit einer Botschaft vertreten. Die Deutsche Botschaft wurde jedoch im Juli 2021 geschlossen, so dass nunmehr wieder die Botschaft in Yaoundé zuständig ist.
Die USA haben aufgrund der Ölfunde ihre Beziehungen zu Äquatorialguinea intensiviert. Nur US-Amerikaner sind vom Visumzwang befreit. Beim Besuch des brasilianischen Präsidenten Lula da Silva am 4./5. Juli 2010 in Malabo wurde die Visumpflicht für Diplomaten abgeschafft und Abkommen über technische Zusammenarbeit und Ausbildung sowie über Rüstungsgüter und Fernsehtechnik wurden unterschrieben.
Im Juli 2011 fand der 17. Gipfel der Afrikanischen Union in Malabo statt.
Diplomatische Vertretungen
19 Staaten unterhalten Botschaften in Äquatorialguinea: Frankreich, Spanien, USA (2003 wieder eröffnet), Brasilien, Venezuela, Kuba, Volksrepublik China (seit 1970), Nordkorea, Angola, Kamerun, Republik Kongo, Südafrika, Ägypten, Gabun, Ghana, Libyen, Marokko, Nigeria und Tschad. Mali unterhält ein Konsulat.
Honorarkonsuln haben Benin, Vereinigtes Königreich, Zentralafrikanische Republik, São Tomé und Príncipe sowie Burkina Faso bestellt.
Vertreten sind auch einige Organisationen der Vereinten Nationen.
Äquatorialguinea will seine Botschaft in Israel nach Jerusalem verlegen.

### Militär
Die Streitkräfte umfassen schätzungsweise 2500 Mann und werden durch paramilitärische Einheiten in unbekannter Größe ergänzt. Nach einigen Putschversuchen und Überfällen von See wird durch die US-Firma Military Professional Resources eine Radarkette zur Küstenüberwachung eingerichtet. Die modernen Küstenschutzboote werden von israelischen Spezialisten gewartet.

## Verwaltungsgliederung

Provinzen Äquatorialguineas

Äquatorialguinea gliedert sich in zwei Regionen mit acht Provinzen, fünf auf dem Festland und drei auf den Inseln.
Die Angaben zu den Flächen und Einwohnerzahlen beziehen sich auf den Zensus 2015.
Regionen
| Region (Provinzen der Region)                                                            | Hauptstadt | Fläche (in km²) | Bevölkerung (2015) | Einwohner pro km² (2015) |
| ---------------------------------------------------------------------------------------- | ---------- | --------------- | ------------------ | ------------------------ |
| Región Insular (Inselregion) (Annobón, Bioko Norte, Bioko Sur)                           | Malabo     | 2.034,0         | 340.362            | 167,3                    |
| Región Continental (Festlandregion) (Centro Sur, Djibloho, Kié-Ntem, Litoral, Wele-Nzas) | Bata       | 26.017,5        | 885.015            | 34,0                     |

Provinzen
| Nr. | Provinz     | Hauptstadt          | Fläche (in km²) | Bevölkerung (2015) | Einwohner pro km² (2015) |
| --- | ----------- | ------------------- | --------------- | ------------------ | ------------------------ |
| 1   | Annobón     | San Antonio de Palé | 17,0            | 5.314              | 312,6                    |
| 2   | Bioko Norte | Malabo              | 776,0           | 300.374            | 387,1                    |
| 3   | Bioko Sur   | Luba                | 1.241,0         | 34.674             | 27,9                     |
| 4   | Centro Sur  | Evinayong           | 9.930,8         | 141.986            | 14,3                     |
| 5   | Djibloho    | Ciudad de la Paz    | 452,5           | –1                 | –                        |
| 6   | Kié-Ntem    | Ebebiyín            | 3.942,9         | 183.664            | 46,6                     |
| 7   | Litoral     | Bata                | 6.665,7         | 367.348            | 55,1                     |
| 8   | Wele-Nzas   | Mongomo             | 5.025,6         | 192.017            | 38,2                     |

1 Der Zensus 2015 entstand vor der Gründung von Djibloho.

## Wirtschaft
Das BIP (KKP) pro Kopf von 20.676 USD ist eines der höchsten in Afrika. Das CIA World Factbook schätzte die Arbeitslosenquote für 2024 auf 7,8 %.
Das Bruttoinlandsprodukt (BIP nom.) Äquatorialguineas belief sich im Jahr 2024 zu laufenden Preisen auf etwa 6.993 Milliarden FCFA, was rund 11,65 Milliarden US-Dollar entspricht. Die Wirtschaft ist stark vom Öl- und Gassektor abhängig, der 42,2 % des BIP ausmacht. Weitere wichtige Bereiche sind die öffentliche Verwaltung (12,5 %), das Baugewerbe (9,1 %), der Handel (7,4 %) und die Landwirtschaft (3,9 %).
Der internationale Zahlungsverkehr wird hauptsächlich über die Banque des États de l’Afrique Centrale (BEAC) abgewickelt, der Äquatorialguinea als Mitgliedsstaat angehört. Im Land sind zudem sechs private Banken tätig.
Das Land teilt sich mit weiteren zentralafrikanischen Staaten eine Wertpapierbörse, welche als Bourse des Valeurs Mobilières de l’Afrique Centrale bekannt ist.
| Jahr                                    | 2010   | 2015   | 2016   | 2017   | 2018   | 2019   | 2020   | 2021   | 2022   | 2023   |
| --------------------------------------- | ------ | ------ | ------ | ------ | ------ | ------ | ------ | ------ | ------ | ------ |
| BIP in Mrd. USD (Kaufkraftparität)      | 29,7   | 32,6   | 30,0   | 28,8   | 30,2   | 27,5   | 23,5   | 29,6   | 32,9   | 31,9   |
| BIP pro Kopf in USD (Kaufkraftparität)  | 31.259 | 27.724 | 24.557 | 22.720 | 23.009 | 20.202 | 16.694 | 20.371 | 21.940 | 20.676 |
| BIP-Wachstum (real)                     | −8,9 % | −9,1 % | −8,8 % | −5,7 % | −6,2 % | −5,5 % | −4,8 % | 0,9 %  | 3,7 %  | −6,2 % |
| Inflation (in Prozent)                  | 5,3 %  | 1,7 %  | 1,4 %  | 0,7 %  | 1,3 %  | 1,2 %  | 4,8 %  | −0,1 % | 4,9 %  | 2,5 %  |
| Staatsverschuldung (in Prozent des BIP) | 8 %    | 32 %   | 41 %   | 36 %   | 41 %   | 43 %   | 49 %   | 42 %   | 30 %   | 37 %   |

### Öl und Gas
1991 wurden vor der Küste Biokos und vor dem Festland große Erdöl-Lagerstätten entdeckt und in der Folge von internationalen Ölfirmen ausgebeutet. Das führte zu einem raschen Wirtschaftswachstum: Von 1998 bis 2002 wuchs das Bruttoinlandsprodukt jährlich im Durchschnitt um 24 %. Möglich wurde diese rasante Entwicklung erst durch den Abschluss neuer Förderverträge, nachdem die Verträge der ersten Generation die äquatorialguineische Seite stark benachteiligt hatten. 2013 betrug die Tagesförderung laut Angaben des CIA World Factbook rund 290.800 Barrel. Damit war das Land nach Nigeria und Angola der drittgrößte Ölproduzent südlich der Sahara. Aufgrund sinkender Produktionszahlen und Ölpreise erlebte Äquatorialguinea eine Rezession, begann sich aber 2022 dank des Kohlenwasserstoffsektors zu erholen.
Die guineische Staats- und Privatwirtschaft steht und fällt mit den internationalen Unternehmen. Diese schaffen im Lande allerdings kaum Arbeitsplätze, denn qualifizierte und zuverlässige Fachkräfte sind unter den Einheimischen selten zu finden. Die Einrichtungen der Ölgesellschaften, wie auch viele Privathäuser und ganze Stadtviertel, sind weitgehend vom Umland abgeschirmt.
In Äquatorialguinea befinden sich ebenfalls Erdgasvorkommen, die seit 2001 gefördert werden. In einem internationalen Konsortium engagiert sich die deutsche E.ON maßgeblich in der Verflüssigungstechnologie. Das Land ist seit Mai 2017 Mitglied in der Organisation erdölexportierender Länder (OPEC).

### Weitere Wirtschaftszweige

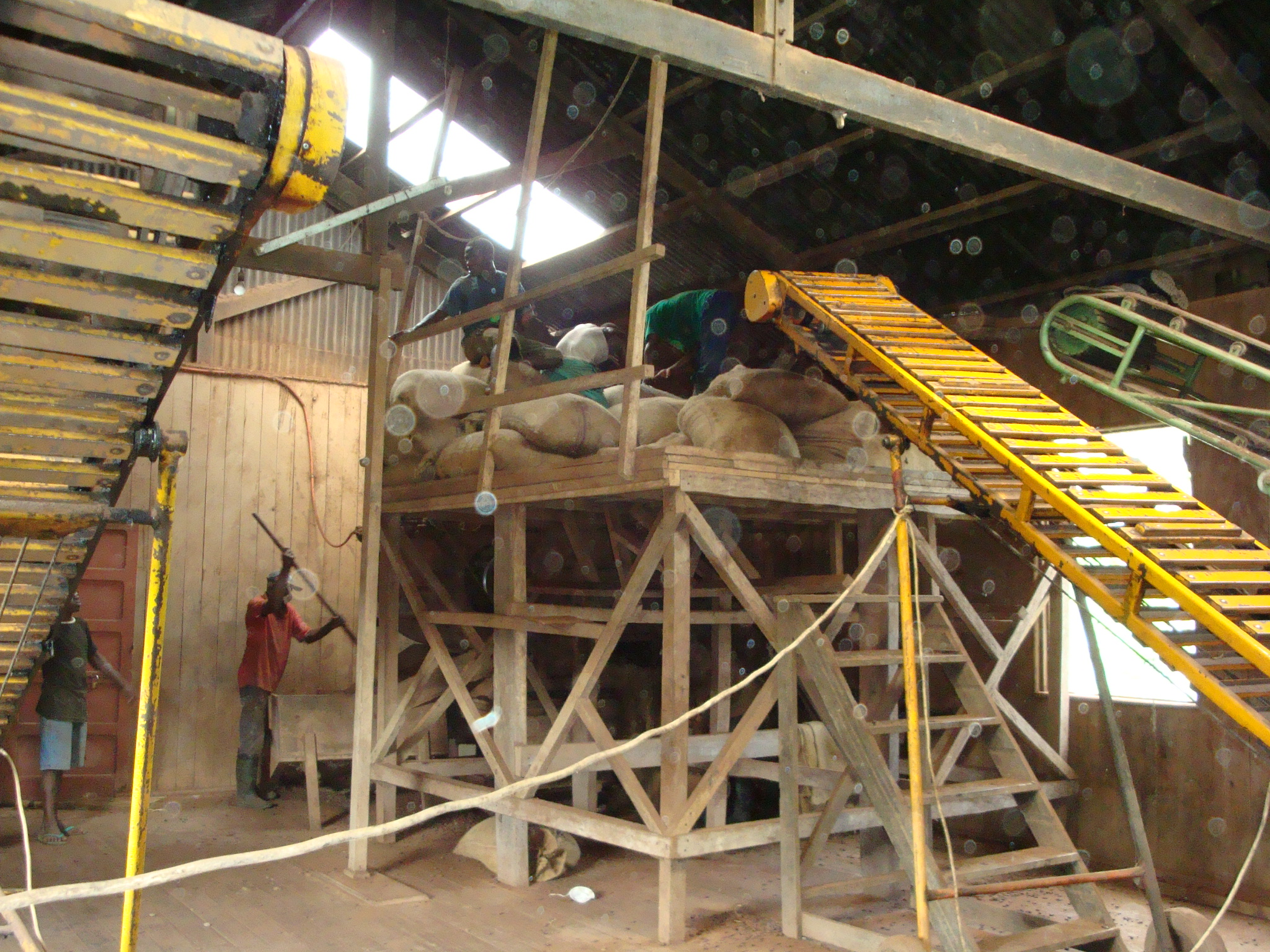
Kakaoproduktion (2008)

Neben dem Erdöl sind der Export von tropischen Hölzern (1999: rund 750.000 Kubikmeter) und von Kakao die wichtigsten Wirtschaftszweige, deren Umsatz allerdings bereits seit Jahren schwindet. Die Kakaoproduktion auf Bioko bleibt konstant bei 5000 t pro Jahr, beschäftigt aber noch die meisten Arbeiter. Der Holzexport von Río Muni erbrachte zwischen 1996 und 1999 etwa 10 % der Exporterlöse. Darüber hinaus werden Landwirtschaft und Binnenfischerei zur Selbstversorgung betrieben. Die Städte des Landes sind dennoch auf Nahrungsmittelimporte angewiesen. Seefischerei findet nicht statt. Da Überfälle und Putschversuche immer von See kamen, wurden die Fischkutter an Land geholt.

### Sozialstruktur
Die Einnahmen aus der florierenden Ölförderung reichen nach Angaben der Bundesregierung aus, um den Staatshaushalt einen Überschuss erwirtschaften zu lassen und Äquatorialguinea von finanzieller Entwicklungshilfe unabhängig zu machen. Allerdings kommt das Geld großenteils der Präsidentenfamilie und vielen „Mandarinen“ zugute. Mit einem Privatvermögen von 600 Millionen Dollar ist Obiang nach Angaben des Forbes Magazine einer der reichsten Staatschefs der Welt. Andere Quellen schätzen sein Vermögen auf drei Milliarden Dollar.
Während die Elite einen verschwenderischen Lebensstil pflegt, leben die meisten Bürger in Armut. Nach Angaben der Weltbank muss die Mehrheit der Bevölkerung von weniger als zwei Dollar am Tag leben. Das Entwicklungsprogramm der Vereinten Nationen zählt Äquatorialguinea zu den Ländern mit mittlerer menschlicher Entwicklung. Der Gini-Koeffizient, der die Einkommensungleichheit in einem Land misst, beträgt (sehr hohe) 0,65.

### Außenhandel
Im Jahr 2006 exportierte das Land Waren im Wert von rund 8,45 Milliarden US-Dollar, davon 88 % Erdöl. Hauptabnehmer waren die USA (21,3 %), China (18,9 %) und Spanien (9,5 %). 2012 betrugen die Exporte 14,73 Milliarden Dollar. In diesem Jahr lagen Japan und Frankreich auf Platz 1 und 2 der Abnehmerländer.
Die Importe beliefen sich 2006 auf 2,52 (2012: 7,56) Milliarden US-Dollar. Hauptlieferanten waren 2006 die USA (7,5 %), Italien (6,1 %) und Frankreich (3,7 %). 2012 waren Spanien und China die wichtigsten Lieferländer. Die deutschen Ausfuhren in das Land betrugen 2004 rund 4,1 Millionen Euro (2003: 6,9), die deutschen Einfuhren aus Äquatorialguinea rund 6,6 Millionen Euro (2003: 3,5).
Amerikanische und französische Ölfirmen engagieren sich immer mehr in dem kleinen Land. Das Tankstellennetz wird fast ausschließlich vom französischen Unternehmen TotalEnergies betrieben. Die Wirtschaftsbeziehungen zu Südkorea und Brasilien sind gut und werden ausgebaut. Das Handelsvolumen zwischen Äquatorialguinea und Brasilien ist zwischen 2003 und 2007 von 3 auf 243 Mio. USD gewachsen.
Die Auslandsverschuldung Äquatorialguineas betrug 2011 etwa 1 Mrd. US-Dollar (5,2 % des Bruttoinlandsprodukts BIP). Im Vergleich dazu waren es 1999 noch geschätzte 47 % des BIP.
Äquatorialguinea ist seit 1985 Mitglied der CFA-Franc-Zone. Der Internationale Währungsfonds gewährte in den Jahren 1988 und 1993 dreijährige Strukturanpassungskredite, die 1995 wegen Nichteinhaltung der Vorgaben suspendiert wurden.

### Staatshaushalt
Der Staatshaushalt umfasste 2016 Ausgaben von umgerechnet 2,862 Mrd. US-Dollar, dem standen Einnahmen von umgerechnet 2,436 Mrd. USD gegenüber. Daraus ergibt sich ein Haushaltsdefizit in Höhe von 3,6 % des BIP.
Die Staatsverschuldung betrug 2016 21,6 % des BIP.
2006 betrug der Anteil der Staatsausgaben (in Prozent des BIP) folgender Bereiche:
- Gesundheit: 2,1 %[57]
- Bildung: 0,6 % (2003)[15]
- Militär: 0,1 % (2009)[15]

### Technologieförderung
2009 begann die Planung für das Afrikanische Observatorium für Wissenschaft, Technologie und Innovationen (African Observatory in Science Technology and Innovation – AOSTI) in Malabo, das 2013 gegründet wurde. Das Land stellt dafür 3,6 Millionen USD zur Verfügung. 2023 soll es seine Arbeit aufnehmen.

## Infrastruktur

### Überblick
Es gibt keine Post, keine Straßennamen und keine Karten. Die schlechte Infrastruktur des Landes wird zum Teil rasch und eindrucksvoll verbessert. Neubauten verändern das Stadtbild von Malabo und Bata.
Mit dem Centro Médico La Paz gibt es in Bata ein leistungsfähiges Krankenhaus. Vom israelischen Betreiber wurde ein zweites in Malabo fertiggestellt.
Kanalisation, Klärwerke und Müllentsorgung sind mangelhaft; Guinea Limpieza ist im Aufbau. Wasserkraftwerke liefern Strom, Freileitungen versorgen das Hinterland. Die Stromversorgung ist nicht immer stabil.
Im Jahr 2023 hatten 66,4 % der Bevölkerung Zugang zu Elektrizität, wobei die Versorgung in städtischen Gebieten bei 90,6 % und auf dem Land lediglich bei 11,2 % lag. Beim Zugang zu sicherem Trinkwasser betrug die nationale Versorgungsrate 61,1 %, in urbanen Gebieten 84,4 % und in ländlichen Regionen nur 12,1 %.

### Telekommunikation
Mobiltelefone hat fast jeder, größter Anbieter ist Orange. Der Internetzugang ist frei. Im Jahr 2021 nutzten 60,6 Prozent der Einwohner Äquatorialguineas das Internet.

### Verkehr
Straßenverkehr
Weite Gebiete des Landes sind unerschlossen. Nicht wenige sind als Nationalparks ausgewiesen und kaum erreichbar. Das Straßennetz umfasst etwa 1300 Kilometer, davon (angeblich und glaubhaft) 80 % asphaltiert. Die wichtigen Straßen sind in gutem Zustand und werden laufend ausgebaut (siehe Ciudad de la Paz). Im Hinterland und auf den Inseln sind viele neue Brücken gebaut worden. In den Städten und auf den Landstraßen gibt es viele Straßenschäden und -schwellen.
Flugverkehr
Lediglich die Flughäfen Malabo, Bata und Annobón besitzen eine befestigte Landebahn. Der Flug von Malabo nach Bata dauert 35 Minuten. Wichtige internationale Flugverbindungen bestehen mit:
- Madrid (Spanien): Ceiba Intercontinental (4 Flüge pro Woche)
- Paris (Frankreich): Air France (3 Flüge pro Woche)
- Casablanca (Marokko): Royal Air Maroc (2 Flüge pro Woche)
- Cotonou (Benin): Cronos Airlines (2 Flüge pro Woche)
- Abidjan (Elfenbeinküste): Ceiba Intercontinental (3 Flüge pro Woche)
- Accra (Ghana): Ceiba Intercontinental (3 Flüge pro Woche);
- São Tomé (Sao Tome y Príncipe): Ceiba Intercontinental (3 Flüge pro Woche);
- Douala (Kamerun) Ethiopian Airline (3 Flüge pro Woche); Cronos Airlines (3 Flüge pro Woche)
- Libreville (Gabun): Royal Air Maroc (2 Flüge pro Woche)
- Port Harcourt (Nigeria): Cronos Airlines (2 Flüge pro Woche)
- Addis Abeba (Äthiopien): Ethiopian Airlines (3 Flüge pro Woche)

Die beiden wichtigsten Fluggesellschaften, Cronos Airlines und CEIBA Intercontinental, sind auf der Schwarzen Liste.

## Kultur

### Feiertage
Der Nationalfeiertag ist der 12. Oktober, der Unabhängigkeitstag (spanisch Día de la Independencia). 2010 wurde er auf Annobón gefeiert.
Sonstige gesetzliche Feiertage
- 1. Mai: Tag der Arbeit (spanisch Día del Trabajo)
- 25. Mai: Afrika-Tag (Día de Africa)
- 5. Juni: Präsidententag (Natalicio del Presidente de la República)
- 3. August: Befreiungstag (Día del Golpe de Libertad)
- 15. August: Tag der Verfassung (Día de la Constitución)
- 10. Dezember: Tag der Menschenrechte (Día de los Derechos Humanos)

### Theater
Auf eine Initiative des Centro Internacional de Teatro Actual, der Casa Africa und der spanischen Kulturzentren in Bata und Malabo wurde im Jahre 2008 das Proyecto Orígines gegründet, ein Tanztheater mit 24 einheimischen Mitgliedern unter dem Direktorat von Santiago Sanchez. Es vermittelt einen Einblick in die Kultur und Lebensweise der fünf großen Stämme im Lande. In Europa ist das Ensemble erstmals 2011 in Valencia aufgetreten. Für Theater und Film arbeitet Raimundo Bernabé Nnandong Abeso Nchama.

### Sport
Fußball
Äquatorialguinea war Ausrichter der Fußball-Afrikameisterschaft der Frauen 2008. Die Mannschaft gewann das Turnier und stellte mit Genoveva Añonma die Torschützenkönigin und beste Spielerin. Bei der Afrikameisterschaft der Frauen 2010 schafften sie es erneut ins Finale. Zwar wurde das Endspiel gegen die Auswahl Nigerias mit 7:2 verloren; Platz 2 bedeutete jedoch die erstmalige Qualifikation für die Weltmeisterschaft, die 2011 in Deutschland stattfand. Dort schied die Mannschaft nach der Vorrunde aus.
Zusammen mit Gabun hat Äquatorialguinea die Fußball-Afrikameisterschaft 2012 der Herren ausgerichtet. Das Team Äquatorialguineas erreichte dabei das Viertelfinale, schied dann aber gegen den späteren Turniergewinner Sambia aus. 2015 richtet das Land den Kontinentalwettbewerb wieder aus. Dieses Mal sogar als alleiniger Ausrichter als Ersatz für Marokko, welches das Turnier wegen der Ebolaepidemie verschieben wollte.
Bei der Fußball-Afrikameisterschaft 2015 erreichte die Mannschaft mit dem vierten Platz das bis zu diesem Zeitpunkt beste Ergebnis bei einer Afrikameisterschaft.
Olympiateilnahmen
Der Schwimmer Éric Moussambani („Eric The Eel“) sorgte als Teilnehmer bei den Olympischen Sommerspielen 2000 im Freistilschwimmen für Aufsehen.
Weitere Olympiateilnehmer des Landes waren Paula Barila Bolopa, Gus Envela Jr. und Reginaldo Ndong.
Special Olympics
Special Olympics Äquatorialguinea wurde 2018 gegründet.

### Landeseigene Links
- Guinea Ecuatorial. Página Web Institucional del Gobierno. Internetpräsenz der Regierung von Äquatorialguinea, auf www.guineaecuatorialpress.com (spanisch)
- El Parlamento y Senado. Parlament und Senat von Äquatorialguinea, auf www.guineaecuatorialpress.com (spanisch)
- Embajada de la República de Guinea Ecuatorial en Berlin. Botschaft von Äquatorialguinea in der Bundesrepublik Deutschland, auf www.guinea-ecuatorial.de (deutsch, spanisch)
- Instituto Nacional de Estadistica de Guinea Ecuatorial. Nationales Statistikinstitut von Äquatorialguinea, auf www.inege.org (spanisch)

### Landesprofil bei Ministerien deutschsprachiger Staaten
- Auswärtiges Amt (D): Äquatorialguinea. auf www.auswaertiges-amt.de.
- Bundesministerium für europäische und internationale Angelegenheiten (A): Länderspezifische Reiseinformation: Äquatorialguinea (Republik Äquatorialguinea). auf www.bmeia.gv.at.
- Eidgenössisches Departement für auswärtige Angelegenheiten (CH): Äquatorialguinea. auf www.eda.admin.ch.

### Internationale Links
- United Nations: United Nations Statistics Division. Equatorial Guinea. auf www.data.un.org (englisch).
- The World Bank: Countries. Equatorial Guinea. auf www.worldbank.org (englisch).
- US Government: CIA World Fact Book. Equatorial Guinea. auf www.cia.gov (englisch).
- WHO: Equatorial Guinea. auf www.afro.who.int (englisch).
- Amnesty International: Länderbericht Äquatorialguinea 2018.
- UNHCR: Equatorial Guinea. auf www.unhcr.org (englisch).
- Minority Rights Group International: Equatorial Guinea. auf www.minorityrights.org (englisch).
- UNCTAD: Catalogue of Diversification Opportunities 2022. Equatorial Guinea. auf www.unctad.org (PDF, englisch).

### Weitere Links
- Equatorial Guinea country profile auf BBC News
- Mascha Dabić: Literatur in Äquatorialguinea – Schreiben, um gelesen zu werden. Interview mit Mischa G. Hendel zu dem Dokumentarfilm „Schreiben, um gelesen zu werden“. In: derstandard.at. 2. November 2011.